# Bräkne och Listers domsaga
Bräkne och Listers domsaga var en domsaga i Blekinge län. Den bildades 1 januari 1934 (enligt beslut den 28 april 1933) av Bräkne domsaga och Listers domsaga och omfattade Bräkne härad och Listers härad. Domsagan upphörde 31 december 1949 (enligt beslut den 13 juni 1947 och 13 maj 1949) i anslutning till att rådhusrätterna i Karlshamns stad och Sölvesborgs stad upphörde. Bräkne tingslag och Karlshamns stad bildade då Bräkne och Karlshamns domsaga medan Listers tingslag och Sölvesborgs stad bildade Listers och Sölvesborgs domsaga.
Domsagan omfattade Bräkne härad med tingsplats i Bräkne-Hoby och Listers härad. 
Domsagan ingick i domkretsen för Hovrätten över Skåne och Blekinge.
Tingslag var Bräkne tingslag och Listers tingslag.

## Befolkningsutveckling
| Befolkningsutvecklingen i Bräkne och Listers domsaga 1935–1945                                                                      | Befolkningsutvecklingen i Bräkne och Listers domsaga 1935–1945 | Befolkningsutvecklingen i Bräkne och Listers domsaga 1935–1945 | Befolkningsutvecklingen i Bräkne och Listers domsaga 1935–1945 | Befolkningsutvecklingen i Bräkne och Listers domsaga 1935–1945 |
| --- | -------------------------------------------------------------- | -------------------------------------------------------------- | -------------------------------------------------------------- | -------------------------------------------------------------- |
| |                                                                |                                                                |                                                                |                                                                |
| År |                                                                |                                                                | Folkmängd                                                      |                                                                |
| 1935 | 1935                                                           |                                                                | 46 664                                                         |                                                                |
| 1940 | 1940                                                           |                                                                | 44 313                                                         |                                                                |
| 1945 | 1945                                                           |                                                                | 43 637                                                         |                                                                |
| Anm: För åren 1935-1945: befolkning enligt folkräkning 31 december enligt den administrativa indelningen den 1 januari följande år. |                                                                |                                                                |                                                                |                                                                |

## Tidigare förekomster av domsagan
1683 bildades en första förekomst av domsagan, som varade till 1695. Denna uppgick då i en domsaga som samlade hela Blekinge, Bräkne, Listers, Medelstads och Östra härads domsaga (dock i perioden 1756-1761 utan Medelstads härad). Denna domsaga delades 1771 och en andra förekomst av domsagan återuppstod. Denna delades i sin tur upp 1849 i Bräkne och Listers domsagor. Dessa uppgick 1934 i en tredje förekomst av domsagan, enligt vad som står ovan.
De två första förekomsterna hade samma omfattning och tingslag som ovan, men de låg fram till 1821 under Göta hovrätt.

## Häradshövdingar
| Period    | Namn                        | Levnadstid |
| --------- | --------------------------- | ---------- |
| 1683-1686 | Samuel Arfwidsson           |            |
| 1686-1695 | Sven Carlheim               |            |
| 1771-1788 | Anton Hoffmeister           |            |
| 1788      | Gustaf Harmens              |            |
| 1788-1815 | Petter Johan Fischerström   |            |
| 1815-1848 | Sven Emanuel Trägårdh       | 1780-1848  |
| 1934-1949 | Karl Johan Lorentz Fagerlin |            |

### Fotnoter
1. ↑  Folkräkningen den 31 december 1950, I : Areal och folkmängd inom särskilda förvaltningsområden m.m., Tätorter, SCB, 1952, läs online.[källa från Wikidata]
2. ↑   ( PDF) Folkräkningen den 31 december 1940, I, Areal och folkmängd inom särskilda förvaltningsområden m.m., Befolkningsagglomerationer. Stockholm: Statistiska centralbyrån. 1942. sid. 141 & 151. Arkiverad från originalet den 9 oktober 2014. https://www.webcitation.org/6TCcNWXzt?url=http://www.scb.se/Grupp/Hitta_statistik/Historisk_statistik/_Dokument/SOS/Folkrakningen_1940_1.pdf. Läst 19 maj 2019 Arkiverad 1 november 2013 hämtat från the Wayback Machine.
3. ↑   ( PDF) Folkräkningen den 31 december 1950, I, Areal och folkmängd inom särskilda förvaltningsområden m.m., Tätorter. Stockholm: Statistiska centralbyrån. 1952. sid. 42-44. Arkiverad från originalet den 1 oktober 2014. https://www.webcitation.org/6T09ZkyrB?url=http://www.scb.se/Grupp/Hitta_statistik/Historisk_statistik/_Dokument/SOS/Folkrakningen_1950_1.pdf. Läst 19 maj 2019 Arkiverad 29 oktober 2013 hämtat från the Wayback Machine.
4. ↑  ”Historisk statistik efter serie”. Statistiska centralbyrån. Arkiverad från originalet den 30 december 2017. https://web.archive.org/web/20171230122632/http://www.scb.se/sv_/hitta-statistik/historisk-statistik/digitaliserat---statistik-efter-serie/. Läst 19 maj 2019.
5. ↑  ”Folkräkningen 1910–1960”. Statistiska centralbyrån. Arkiverad från originalet den 22 augusti 2018. https://web.archive.org/web/20180822113519/https://www.scb.se/sv_/Hitta-statistik/Historisk-statistik/Digitaliserat---Statistik-efter-serie/Sveriges-officiella-statistik-SOS-utg-1912-/Folk--och-bostadsrakningarna-1860-1990/Folkrakningen-1910-1960/. Läst 19 maj 2019.